# Synthetonychia florae
Synthetonychia florae är en spindeldjursart som beskrevs av Forster 1954. Synthetonychia florae ingår i släktet Synthetonychia och familjen Synthetonychidae. Inga underarter finns listade i Catalogue of Life.